# Панаїт Істраті
Панаїт Істраті (рум. Panait Istrati, грец. Παναΐτ Ιστράτι;10 серпня 1884, Браїлов — 16 квітня 1935, Бухарест) — румунський та французький письменник грецького походження.

## Біографія
Автор книг «Кіра-Кіраліна» (1923), «Дядечко Ангел» (1924), «Кодин» (1926), а також «До іншого полум'я» (Париж, 1929), у якій одним з перших гостро критикував сталінський режим в СРСР. Попри це, Істраті багато перекладали в окупованій Україні, зокрема друкуючи в журналі «Всесвіт».
За його романом «Кіра-Кіраліна» створено в Україні однойменний фільм (1929, реж. М.Ертугрул).
Помер від сухот 16 квітня 1935 року в Бухаресті. Похований в Бухаресті на цвинтарі Беллу.

## Українські переклади
Книжні
- Істраті, Панаіт. Михайло: роман. Авторизований переклад з фр.: Домініка Дудар, Марія Тобілевич. 1927. Київ: ?. ? стор.[2]
  - (передрук) Істраті, Панаіт. Михайло: роман. Авторизований переклад з фр.: Домініка Дудар, Марія Тобілевич; передмова: Панаіт Істраті; редакція і вступан стаття: Андрій Ніковський. 1928. Харків: Книгоспілка. 174 стор.
- Істраті, Панаіт. Косма: оповідання. Переклад з фр.: Борис Козловський. 1928. Київ: Культура. 47 стор.[2]
- Істраті, Панаіт. Степові будяки: повість. Переклад з фр.: Борис Козловський. 1929. Київ: ДВУ. 96 стор.[2]

Журнальні та газетні
- Ніч у плавнях. «Червоний шлях», 1927, № 3;
- Степові будяки. «Життя і революція», 1928, № 3, 4, 5, 6 (теж переклад Б. Козловського)
- Істраті, Панаіт. Безсмертя: Зі спогадів: Манускрипт / З фр. пер. М. Ільтична // 1928. — Ж. Всесвіт. — Ч. 25 (портрет);
- Істраті, Панаіт. Бідаки справжні і бідаки архіміліонщики: З нотаток: Оповідання / З фр. пер. Б. Козловський // 1928. — Ж. Всесвіт. — Ч. 31;
- Істраті, Панаіт. Між Одесою та Піреєм: З нотаток подорожнього: Оповідання / З фр. пер. // 1928. — Ж. Всесвіт. — Ч. 33.
- Кира-Кираліна. ЛНВ. 1931. Кн. 5-6, 7-8.